# Ninodes scintillans
Ninodes scintillans är en fjärilsart som beskrevs av Thierry-mieg 1915. Ninodes scintillans ingår i släktet Ninodes och familjen mätare. Inga underarter finns listade i Catalogue of Life.